# Parlamentní volby v Bělorusku 2008
Parlamentní volby v Bělorusku 2008 se konaly 28. září. Volby nabízely 110 mandátů v běloruském parlamentu. Jako většina běloruských voleb byly mezinárodně kritizovány za nespravedlivé a nesvobodné.[zdroj?]

## Volební výsledky
| Strana                        | Počet hlasů | %       | Mandáty | +/- |
| ----------------------------- | ----------- | ------- | ------- | --- |
| Komunistická strana Běloruska | 229 986     | 4,3 %   | 6       | - 2 |
| Agrární strana Běloruska      | 32 230      | 0,6 %   | 1       | - 2 |
| Ostatní strany a hnutí        | 458 278     | 8,5 %   | 0       | - 1 |
| Nestraníci                    | 4 050 264   | 75,2 %  | 103     | + 5 |
| Proti všem                    | 499 890     | 9,3 %   | 0       | -   |
| Neplatné                      | 113 999     | 2,1 %   | 0       | -   |
| celkem                        | 5 384 647   | 100,0 % | 110     | -   |